# Eupalamus lacteator
Eupalamus lacteator är en stekelart som först beskrevs av Johann Ludwig Christian Gravenhorst 1829.  Eupalamus lacteator ingår i släktet Eupalamus och familjen brokparasitsteklar. Arten är reproducerande i Sverige. Inga underarter finns listade i Catalogue of Life.